# Another Day (Cross/Jackson)
Another Day is een instrumentaal studioalbum voortkomend uit een samenwerkingsverband van David Cross en David Jackson. Beide heren zijn afkomstig uit de niche progressieve rock. Cross maakte korte tijd deel uit van King Crimson, Jackson speelde in een aantal versies van Van der Graaf Generator, maar beiden hebben een lange solocarrière. Opnamen vonden plaats in een drietal geluidsstudio’s waarvan de privéstudio van Cross (Cross Towers) er een was.

## Musici
- David Cross – elektrisch viool, toetsinstrumenten
- David Jackson – dwarsfluit, saxofoons, geluidseffecten
- Mick Paul – basgitaar
- Craig Blundell - drumstel

## Muziek
| Nr. | Titel                                                   | Duur |
| --- | ------------------------------------------------------- | ---- |
| 1.  | Predator (Cross, Jackson)                               | 4:56 |
| 2.  | Bushido (Cross, Jackson)                                | 1:22 |
| 3.  | Last ride (Cross, Jackson)                              | 5:57 |
| 4.  | Going nowhere (Cross, Jackson)                          | 4:50 |
| 5.  | Trane to Kiev (Cross, Jackson, Paul, Blundell)          | 3:18 |
| 6.  | Millennium toll (Cross, Jackson)                        | 5:38 |
| 7.  | Arrival (Cross, Jackson)                                | 7:49 |
| 8.  | Come again (Cross, Jackson)                             | 6:52 |
| 9.  | Breaking bad (Cross, Jackson, Paul, Blundell)           | 4:01 |
| 10. | Mr. Morose (Cross, Jackson, Paul Blundell)              | 4:31 |
| 11. | Anthem for another day (Cross, Jackson)                 | 5:47 |
| 12. | Time gentlemen, please (Cross, Jackson, Paul, Blundell) | 1:16 |